# Hafez

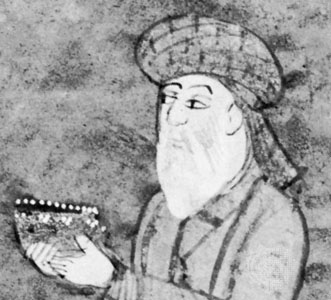
Khwaja Xamsu-d-Din
Muhammad Hafez-e Xirazí
Dibuix del.

Khwaja Xams-al-Din Mohammad Hafez-e Xirazí (persa: خواجه شمس‌الدین محمد حافظ شیرازی) o mestre Xams-al-Din Mohammad, dit Hafez, de Siraz (actual Iran, cap al 1315 - Siraz, cap al 1390) fou un poeta persa més conegut pel làqab Hafez, pronunciat [hɑ:'fez] (de l'àrab Hàfidh), ‘(el) Preservador’, que és com s'anomena qui se sap de memòria l'Alcorà).
Era xiïta i místic sufí i, ocasionalment, poeta de la cort. La seva vida es veu envoltada d'un aire de misteri i llegenda, potser perquè se'n coneixen molt pocs detalls. Destacà per les seves composicions de tema bàquic i místic, que li ocasionaren freqüents problemes amb l'ortodòxia del poder regnant. La seva vida i poemes han estat l'objecte de moltes anàlisis, comentaris i interpretacions, i ha estat l'autor més influent en la poesia persa posterior al segle xiv. La seva tomba rep pelegrins de diferents orígens. L'asteroide 12610 Hãfez, descobert el 1960, fou batejat així en honor seu.

## Biografia
Sobre les dates del naixement i de la mort de Hafez, hi ha diverses propostes de diferents estudiosos. Tanmateix, la majoria dels especialistes moderns, seguint l'opinió de M. Moin, estan d'acord que va néixer el 1315 i, arran dels comentaris de Jami, es creu que Hafez deuria morir l'any 1390.
Fill d'un comerciant, el seu pare canvià la residència familiar a Siraz poc abans que aquest nasqués. El pare del poeta morí quan Hafez encara era un nen. Ell i la seva mare foren acollits per un oncle. Amb tot la situació familiar, a causa de la mort del pare, era precària econòmicament. Malgrat aquests entrebancs Hafez tingué una bona educació, i aprengué i dominà amb fluïdesa l'àrab i el persa.
Gran coneixedor de l'Alcorà, el qual memoritzà a una edat molt jove, també ho fou de l'obra de Saadi, que també memoritzà, així com els treballs dels escriptors Attar, Rumi i Nizami.
S'explica que quan tenia 21 anys Hafez mantingué una vigília de quaranta dies, amb les seves nits, davant la tomba del poeta Baba Kuhi, mort el 1050. Baba Kuhi havia escrit que aquella persona que el vetllés quaranta dies i quaranta nits es faria amb el cor de la persona estimada. Posteriorment a aquesta vigília Hafez conegué el mestre sufí Attar, del qual es feu deixeble.
Inicialment Hafez treballà de copista i d'aprenent de flequer per tal d'aconseguir mantenir-se i abans de trobar el suport de patrocinadors destacats. Posteriorment, i fruit dels seus coneixements, aconseguí una plaça de professor d'estudis religiosos a la universitat de Siraz.
Amb poc menys de 30 anys fou poeta a la cort d'Abu Ixak Djamal al-Din, fet que li reportà fama i influència. Mubaridh Mudhàffar capturà la ciutat de Siraz, i modificà i renovà els diferents càrrecs de la ciutat. Entre les decisions preses per Mubaridh s'hi compta la destitució de Hafez com a professor d'estudis alcorànics a la universitat. En aquesta etapa l'obra de Hafez es caracteritza per un seguit de poemes de protesta i reivindicació contra l'opressió del tirà.
Posteriorment, Xah Xuia (fill del dictador) deposà i feu empresonar el seu pare, i restituí Hafez en el seu càrrec de la universitat. Aleshores, el poeta inicià una vessant d'espiritualitat sufí en la seva obra.
Quan el poeta comptava uns cinquanta anys va perdre el favor del governant, fet que l'obligà a exiliar-se, motu proprio, a Esfahan. En aquesta etapa els seus poemes reflecteixen l'enyorança de la seva terra. Quan Hafez tenia 52 anys finalitzà el seu exili a Esfahan i retornà a Siraz per invitació expressa de Xah Xuia. La poesia dels seus darrers anys mostra l'autoritat d'un mestre espiritual.
Es diu que Hafez s'enamorà i es casà amb una noia anomenada Xakh-e Nabat a la qui el poeta denomina "branca de la canya de sucre"; és probable que tingueren fills. Amb tot, dins dels pocs detalls coneguts de la seva vida, aquestes hipòtesis són especulacions basades en detalls que apareixen en els seus poemes.
Diverses vegades el poeta va rebre invitacions de governants estrangers per visitar llurs països. Es diu que fou convidat pel soldà de Bagdad Ahmad ibn Uways, pel soldà de Bengala Ghiyasuddin Azam Shah a l'Índia i pel soldà bahmànida del Dècan Muhammad Shah I. L'últim viatge fou interromput per un temporal a alta mar, i Hafez captà aquest moment per a la posteritat en un dels seus gazals:
| « | La nit és fosca, terrorífiques les ones, El remolí és devastador: Què podrien ells, amb tot de llum, marins d'aigua dolça, Saber de la meva condició ? | » |

Hafez va morir a Siraz en 1390 i fou soterrat al jardí de Musal·la.
Hafez no va compilar la seva poesia. Ho va fer Mohammad Golandaam, que en va escriure també un prefaci ("Diwan") i la va completar l'any 813 A.H o 1410 A.D, uns 21-22 anys després de la mort de Hafez. Una altra persona que també va compilar la poesia de Hafez va ser un dels seus joves deixebles Sayyid Kasim-e Anvar, que va recollir 569 ghazals atribuïts a Hafez i va morir l'any 1431 dC, uns 42-43 anys després de la mort de Hafez.
En general la creativitat de Hafez és una fita de la poesia lírica en llengua persa medieval. Els seus poemes han estat traduïts a diversos idiomes europeus i asiàtics.

## Creativitat
L'Iran ha estat durant molt de temps conegut per la seva literatura. Abans del naixement de Hafez existiren els universalment famosos Rudaki, Ferdowsi, Nasir Khusraw, Omar Khayyam, Nizami, Rumi, Amir Khusraw Dihlawi, Saadi i altres.
Amb ell la literatura persa assolí un nivell més alt. Certament Hafez no podia prescindir de la connexió amb els seus talentosos predecessors. Els investigadors han observat en la poesia de Hafez la influència de Saadi, Salman Savaji, Khwaju Kermani. La línia de pensament filosòfic de Hafez és el camí que venia marcat per Omar Khayyam o Rumi, amb diferències de profunda personalitat. Hafez sens dubte coneixia la major part del patrimoni literari persa. D'altra banda, està documentat: a la biblioteca de l'Institut d'Estudis Orientals de Taixkent es troba, en el manuscrit «Khamsa» d'Amir Khusraw Dihlawi, un fragment de cinc masnavis, tres dels quals foren transcrits directament per Hafez.
L'estrofa favorita de Hafez era el gazal. Se'l descrigué com a autor d'un gran nombre de poemes. Nascuts quatre segles abans de Hàfidh, el geni de Rudaki i el polit talent de Saadi, culminen en les obres de Hafez.
| « | Infanta una copa i posa-me-la als llavis, oh bella portadora del vi. El camí de l'amor semblava fàcil, primer, ans després no fou senzill Amb el seu perfum, desclou els bells panys la brisa del matí Els seus foscos rinxolats cabells deixen els cors sense sentit Com puc gaudir de la festa, a casa de ma estimada Si les campanes de l'església ens criden al pelegrinatge. Amb el teu vestit color de vi, esplèndid truc dels mags antics Refia't del consell d'aquest viatger, que prou en sap de vies i camins. Com la fosca mitjanit, les paoroses onades, i el tempestuós remolí Poden saber de nosaltres, si els ports de recer estan buits. Vaig seguir el camí de l'amor, i la mala reputació em torba Com seguirà sent un secret vetllat, si de tota llengua degota? Si la seva presència cerques, Hàfidh, llavors per què a tu mateix t'amagues? Sigues fidel a l'Únic que coneixes, aparta imaginaris viatges. | » |

Les característiques de l'estructura dels gazals influeixen en llur percepció. En general, el gazal es compon per cinc a set apariats (beits). És important que cada apariat expressi un pensament complet, i sovint no tenen una relació directa amb la resta del beit. Això marca el contrast entre el vers oriental i el vers a l'estil clàssic europeu, en el qual el vers està fermament unit pel pensament del mateix autor i vinculat lògicament. Aquesta mena de connexió lògica en el gazal no sempre és visible, especialment per al lector habituat a la poesia d'Occident. Això no obstant, cadascun dels gazals, especialment els gazals creats pel mestre, formen un tot indestructible. Per tal de percebre i comprendre aquesta integritat, cal feina sentiments, i la ment del lector, en passar d'apariat a apariat, ha de restaurar la comunicació omesa per l'autor, ja que ha de fer camí a través de la cadena associativa que connecta els beits, i el fet que la cadena pugui no coincidir amb la forma de l'autor, fa cada vers més valuós, més proper al cor del lector. Això és encara més cert atès que el vincle d'unió dels gazals és sovint una certa experiència, un estat d'ànim, una sensació atemporal fins al final de la raó. Però en la seva essència com a gazal, Hafez Ruba'i Omar Khayyam, fusionen ment i sentiments. Per entendre el gazal també cal entendre l'art de Hafez, així com cal entendre també el sonet per a una comprensió més profunda de la creativitat de Petrarca o Shakespeare.
És igualment important per a captar la bellesa interior dels poemes de Hafez el coneixement dels símbols sufís. En conèixer els significats secrets codificats en paraules simples, el lector és capaç d'obrir no un, sinó fins a un parell de significats materialitzats en un senzill vers, començant pel final místic més superficial i profund. Un exemple d'una simple i no òbvia interpretació per al lector pot servir com un tema freqüent d'amor en Hafez. I si l'ull humà no veu més que el reconeixement del poema d'amor del poeta per a una dona, qui està familiaritzat amb el simbolisme sufí entén que és el desig del sufí de conèixer Déu, perquè això és el que s'entén per "amor" i "amant" - és el mateix Déu.
Una altra característica específica de la creativitat de Hafez es reflecteix en l'ús de paraules descriptives. Els caràcters negatius els anomena "sants", "muftís". Els "rodamóns" i "borratxos" són els estimats al seu cor. Aquest fet no deixa de resultar curiós, atès que la llei islàmica prohibeix estrictament beure alcohol. Per contra, en els poemes de Hafez el tema de les bacanals apareix amb força freqüència. No era un tema nou en els gazals, però cap altre poeta en va fer una utilització tan intensa com ell.
El focus de la creació de Hafez és la vida humana directa en totes les seves alegries i tristeses. Les coses mundanes prenen sota la seva ploma bellesa i profund significat. Si la vida està plena de dolor, hem de fer-ho millor, per donar-li bellesa, omplir-la de significat. La freqüent menció dels plaers sensuals, ja sigui bevent vi o l'amor d'una dona, no vol dir que el desig de Hafez sigui girar-se d'esquena enfront de la lletja realitat, amagar-se d'ella amb els plaers. Un gran nombre de gazals estan marcats per la malícia, els crims de guerra i l'estupidesa fanàtica de les autoritats, cosa que mostra que Hafez no tenia por de les dificultats de la vida, i la seva crida a l'alegria - una expressió d'una visió optimista del món, i si entenem com a "alegria" el significat ocult del coneixement de Déu, aleshores el dolor no és motiu de la ira, sinó l'incentiu de girar-se envers Déu i construir la seva vida d'acord amb els seus manaments.
Un dels gazals més tràgics de Hafez està dedicat a la pèrdua d'un amic i, per descomptat, l'amistat va ser el valor més gran en la vida de Hafez. Però la pèrdua no podia trencar l'esperit del poeta, el qual no es va permetre rebolcar-se en la depressió, rendir-se a la desesperació. La profunditat de les experiències tràgiques és precisament la causa de la consciència de Hafez; el seu esperit està sempre per sobre de les circumstàncies de la vida. I li permet veure la tristesa no per renunciar a la vida, sinó més aviat per començar a apreciar-la encara més.
Es pot considerar que l'ideal ètic del poeta és el "rendi"-, terme traduïble com a "rufià, murri piadós, bandit, llibertí, trompellot, rodamón - ple de rebel·lia, demandant de llibertat d'esperit". Hafez es veia a si mateix com a antítesi del predicador, consolador d'amor, alegria, música vi i rendi, en oposició als ombrívols i severs advertiments adreçats des del sermons del púlpit.
Des d'aquest punt de vista, la característica definitòria de Hafez és la seva "voluntat de llibertat". La seva falta de voluntat per reduir la complexitat de la vida als dogmes pretensiosos, la seva negativa a retrocedir davant l'ambigüitat de la condició humana, presenta al lector una veritable llibertat d'elecció.
En el món de Hafez s'hi veu molta maldat, violència i crueltat. El somni de reconstruir de nou el món sona repetidament en la seva veu. És sempre un somni, no una crida a la lluita. Més tard el "rendi" com a heroi positiu troba el seu camí en els versos d'Ali-Shir Nava'i i Abdul Qader Bedil.
El poema original de Hafez és molt melòdic i fàcil de cantar. La raó no és tant l'ús de repeticions de so, com la profunda harmonia que uneix les imatges i el so transmès. La riquesa de significat i la facilitat de lectura són la raó per la qual Zand diu que la gent fa servir sovint Hafez per a l'endevinació, per predir el seu destí.

## Obra i influència
Hafez no va obtenir gaire renom en vida i, sovint, va rebre els retrets dels ortodoxos, però influí en grans poetes perses posteriors a ell i ha esdevingut el poeta més estimat de la cultura persa. Es diu que en una casa on es parla persa, si hi ha un llibre, serà el Diwan de Hafez. Molt més tard, l'obra de Hafez deixaria una marca en escriptors occidentals tan importants com Ralph Waldo Emerson i Goethe. El 1771, els seus escrits van ser traduïts per William Jones a l'anglès.
No hi ha cap versió definitiva de les seves obres, el Diwan; les edicions varien entre els 573 i els 994 versos. A l'Iran, la seva obra ha arribat a ser usada com una ajuda a les endevinalles populars. Només des de 1940 ha aparegut un sostingut intent per part d'estudiosos –Mas'ud Farzad, Qasim Ghani i altres a l'Iran– per autenticar el seu treball, i eliminar-ne els errors introduïts posteriorment per copistes i censors. Tanmateix, la fiabilitat d'aquest treball ha estat qüestionat per alguns autors, i, en paraules de l'especialista de Hafez, Iraj Bashiri, "segueix havent-hi poques esperances aquí (és a dir, a l'Iran) per autentificar el Diwan".
La història de la traducció de Hafez ha estat complicada, i algunes traduccions a l'anglès han estat realment brillants, en gran part a causa del fet que destaca el tret figuratiu pel qual Hafez és més famós: l'ambigüitat; per tant, interpretar correctament els seus textos requereix una percepció intuïtiva. Un fet que evidencia la controvèrsia que envolta les seves edicions és el que succeí amb una recent edició anglesa de la seva obra, en una col·lecció de poemes elaborada per Daniel Ladinsky, The Gift: Poems by Hafez the Great Sufi Master (El Regal: Poemes de Hafez el Gran Mestre Sufí),; ha estat un bon èxit comercial i, alhora, una font de controvèrsia. Ladinsy no parla o llegeix persa, i crítics com Murat Nemet-Nejat, un poeta turc, assagista i traductor de la poesia moderna, han afirmat que les seves traduccions són invencions pròpies de Ladinsky.

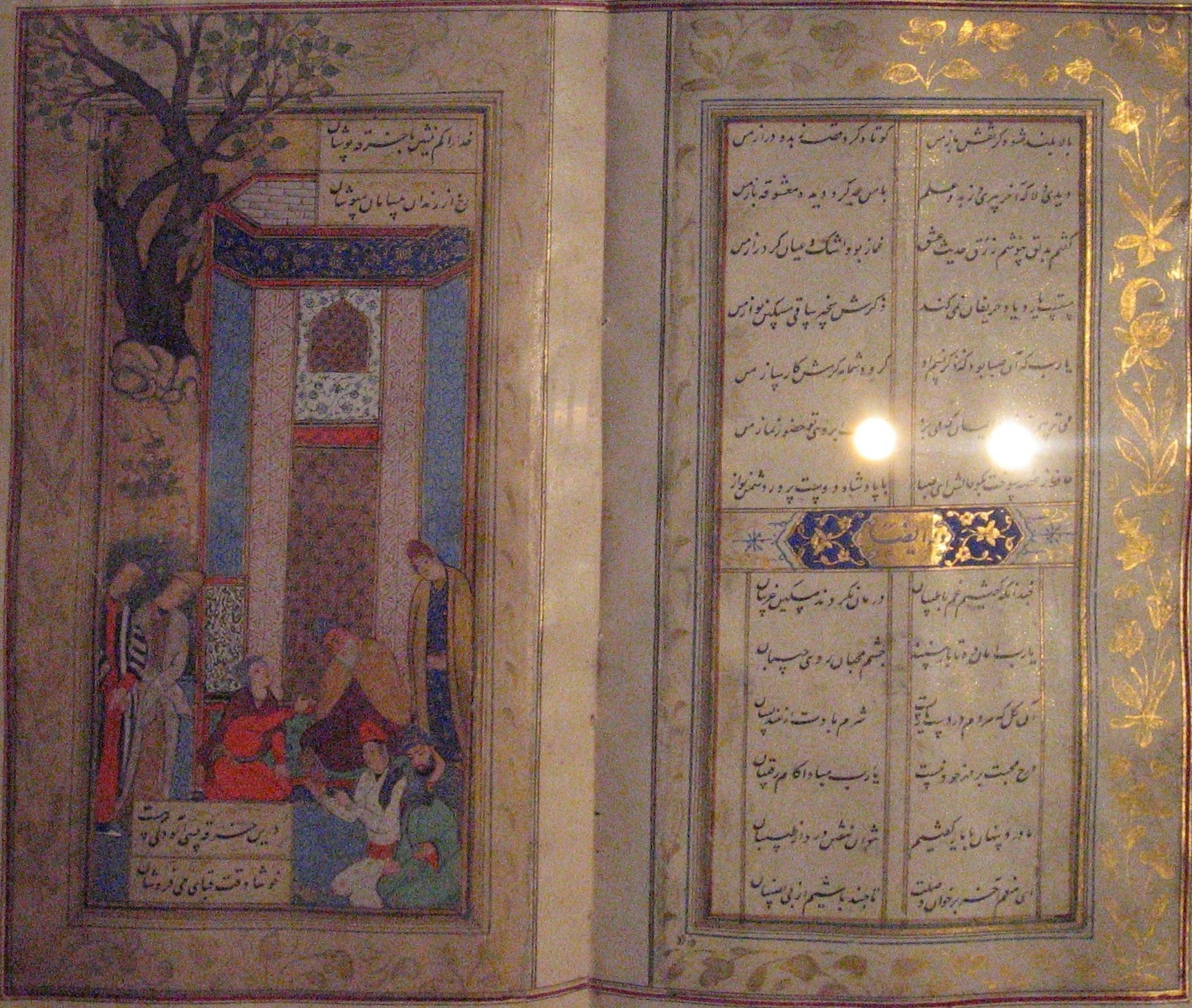
El Divan de Hafez, en una miniatura persa a l'esquerra i un ghazal en escriptura nastaliq, a la dreta. Signat per Shah Qasem, el 1617. Museu Nacional de l'Iran, Teheran, Pèrsia.

Malgrat que la poesia de Hafez està clarament influenciada pel pensament de l'islam, és àmpliament respectada i admirada per hindús, cristians i altres creients. El savi indi d'ascendència iraniana, Meher Baba, que va integrar elements del sufisme, l'hinduisme, el zoroastrisme i el misticisme cristià, va recitar la poesia de Hafez fins al dia de la seva mort.
La poesia de les escoles sufís, per raons que comparteixen amb altres escoles hermètiques, es caracteritza per l'ús liberal dels llenguatge metafòric que serveix per ocultar el significat real dels termes i va destinat a un públic selecte. En aquest sentit, la poesia de Hafez no n'és una excepció i està fortament impregnada de molts elements codificats que apareixen, per exemple, en frases (vi, el vent, la mà), objectes i instruments (tasses, canya, arpes), en llocs (taverna), i en una gran varietat d'ocells i flors (rosa, narcís, rossinyol).
Un aspecte interessant i significatiu del seu treball és que cada poema conté el seu nom. De vegades, Hafez expressa una opinió i, de vegades, el text del vers instrueix l'autor: "Oh Hafez", quan us assabenteu que la vostra preocupació és el vi i no la copa, llavors esdevindreu rei en ambdós reialmes".

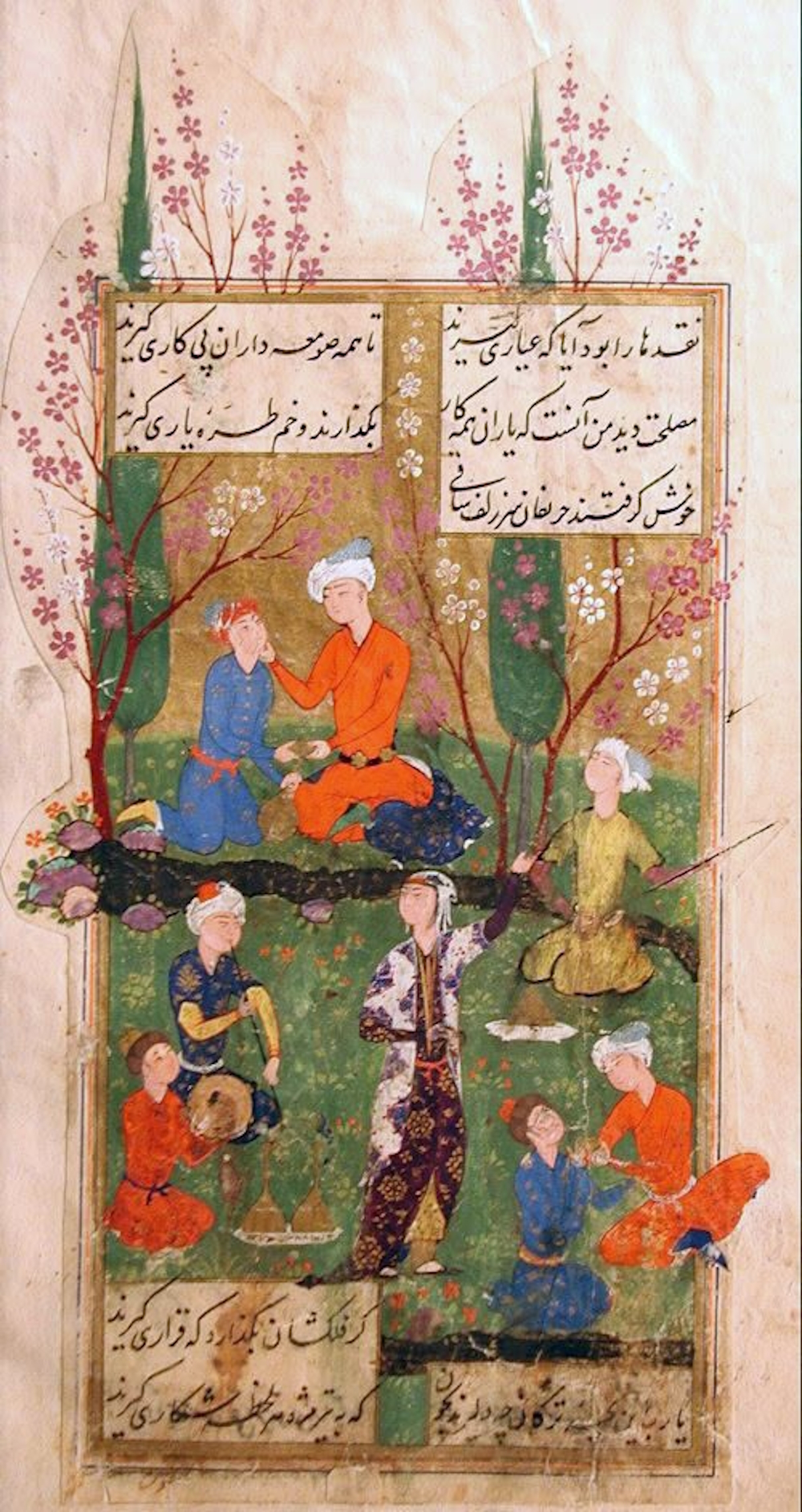
El Diwan de Hafez, miniatura persa, 1585.

Hafez va expressar una forta declaració sobre la naturalesa il·lusòria de la nostra existència terrenal. Com a místic és una figura molt interessant i mostra una inquietud amb relació a la seva innata espiritualitat.
La qüestió de si la seva obra ha d'interpretar-se literalment, místicament, o ambdues coses, ha estat una font de preocupació i polèmica entre els estudiosos occidentals. D'una banda, alguns dels seus primers estudiosos, com William Jones, va veure en ell un poeta convencional similar als poetes europeus amorosos, com Petrarca. Altres, com Wilberforce Clarke, el van veure com purament un poeta de la didàctica, el misticisme extàtic a la manera de Rumi, un punt de vista que l'erudició moderna ha arribat a rebutjar
Aquesta confusió prové del fet que, a principis de la història de la literatura persa, el vocabulari poètic va ser usurpat pels místics, que creien que l'inefable podria ser abordat millor en la poesia que en la prosa. En la composició de poemes de contingut místic, van imbuir cada paraula i imatge amb connotacions místiques, el que provoca el misticisme i el lirisme que convergeixen essencialment en una sola tradició. Com a resultat, no hi ha poeta persa del segle xiv que no pogués escriure un poema líric, sense tenir una idea de la mística forçada en ell pel mateix vocabulari poètic Mentre que alguns poetes, com Ubaid Zakani, va tractar de distanciar-se d'aquesta fusionada tradició místico-lírica escrivint sàtires, Hafez va abraçar la fusió i aquesta va prosperar en ell. W.M. Thackston ha dit d'això que Hafez "va cantar una rara barreja d'amor humà i místic tan equilibrada ... que és impossible separar una de l'altra."
Per aquesta raó, entre d'altres, la història de la traducció d'Hafez ha estat un tema complex, i algunes traduccions a llengües occidentals han estat un èxit complet.
Un dels gestos figuratius pels quals és més famós (i que és un dels més difícils de traduir) és l'Īhām o jocs de paraules enginyosos. Per tant, una paraula com Gowhar que podria significar tant "essència, veritat" i "perla" podria prendre ambdós sentits alhora en una frase com "una perla / veritat essencial que estava fora de la closca de l'existència superficial ".
Hafez sovint es va aprofitar de l'esmentada manca de distinció entre lírica, mística i panegíric escrit, amb una utilització altament intel·lectualitzada, metàfores i imatges elaborades per tal de suggerir múltiples significats possibles. Això pot ser il·lustrat a través d'un apariat del començament d'un dels poemes de Hafez:
| « | Ahir a la nit, des de la branca de xiprer, el rossinyol cantava, En antics tons perses, la lliçó de les estacions espirituals. | » |

El xiprer és un símbol tant de l'estimada com d'una presència real. El rossinyol i el cant dels ocells evoquen l'entorn tradicional per l'amor humà. Les "lliçons d'estacions espirituals" suggereixen també, òbviament, un to místic. (Tot i que la paraula "espiritual" també podria ser traduïda com a "intrínsecament significativa".) Per tant, les paraules podrien significar alhora un príncep dirigint als seus fidels seguidors, un amant festejant una estimada i la recepció de la saviesa espiritual.

## Hafez en la música persa
Molts compositors perses han compost peces inspirades en els poemes de Hafez o sobre els seus poemes. Molts cantants perses també han cantat poemes de Hafez, entre ells Mohsen Namjoo, que ha compost la música i la veu de diversos poemes de Hafez com Zolf, Del Miravad, Nameh i altres, i Hayedeh (la cançó Padeshah-i Khooban, música de Farid Zoland) i Mohammad-Reza Shajarian (la cançó Del Miravad Ze Dastam, amb música de Parviz Meshkatian). El compositor polonès Karol Szymanowski també ha compost Les cançons d'amor de Hafez una traducció a l'alemany de poemes de Hafez.

## La tomba de Hafez

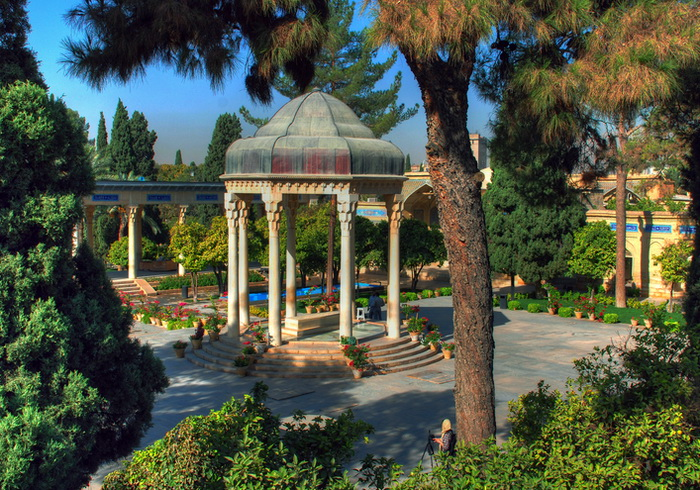
Tomba de Hafez a Siraz.

Vint anys després de la seva mort, es va erigir una tomba (el Hafezieh) en honor de Hafez als Jardins Musal·la a Siraz. El mausoleu actual va ser dissenyat per André Godard, l'arqueòleg i arquitecte francès, a finals de 1930. A l'interior, sobre la làpida d'alabastre, hi ha gravats dos poemes de Hafez.

### Traduccions

#### En català
- Hafez de Xiraz, Tots els motius de l'extàsi. Traducció de Pere Suau Palou. Edicions Cal·lígraf, SL. 2024. ISBN 978-84-128299-7-6

#### En castellà
- Hafiz (1320-1389) 2002: El despertar del amor. Editor SUFI
- Hafez 101 poemas. Ediciones del Oriente y del Mediterráneo. ISBN 84-87198-77-5
- Hafiz (Schemsu al-Din Mohamed) Los Gazales de Hafiz. Traducció d'E. Fernández Latour. Visor-Libros. ISBN 84-7522-114-9
- Hafiz - Ghazels - M.Arimany Editor - copyright 1943- Traducció d'A. Brunet - col·lecció ventana abierta.

#### En anglès
- Peter Avery, The Collected Lyrics of Hafiz of Shiraz, 603 p. (Archetype, Cambridge, Regne Unit, 2007). ISBN 1-901383-09-1 
Traduït de Divān-e Hāfez, Vol. 1, The Lyrics (Ghazals), editat per Parviz Natel-Khanlari (Teheran, Iran, 1362 AH/1983-4).
- Parvin Loloi, Hafiz, Master of Persian Poetry: A Critical Bibliography - English Translations Since the Eighteenth Century (2004. I.B. Tauris)
- Hafez. The Green Sea of Heaven: Fifty ghazals from the Diwan of Hafiz. Trad. Elizabeth T. Gray, Jr. White Cloud Press, 1995 ISBN 1-883991-06-4
- Hafez. The Angels Knocking on the Tavern Door: Thirty Poems of Hafez. Trad. Robert Bly i Leonard Lewisohn. HarperCollins, 2008, p. 69. ISBN 978-0-06-113883-6
- Hafiz, Divan-i-Hafiz, traduït per Henry Wiberforce-Clarke, Ibex Publishers, Inc., 2007. ISBN 0-936347-80-5